# Guillaume Dufay
Guillaume Dufay (o també Du Fay, Du Fayt) (c. 1397 - 27 de novembre de 1474), va ser el compositor més famós del segle xv a Europa. Apreciat per monarques com Carles VII i Lluís XI, Dufay és l'iniciador de l'escola francoflamenca, un gran referent de la música europea fins a finals del segle xvi. Va ser capaç de combinar encertadament l'ars nova de Guillaume de Machaut, l'harmonia anglesa de John Dunstable i la melodia italiana. La seva música anunciava l'arribada del madrigalisme i la música del Renaixement.

## Biografia
Va néixer probablement a Cambrai (Nord-Pas-de-Calais) cap al 1397. El seu cognom indica el seu origen, perquè a les masies de la Bèlgica romànica i del nord de França quan parlen d'un fayt, es refereixen a una fageda. Primer es va formar com a monaco d'altar (infant que cantava la part alta al cor), després va cantar i estudiar música a la catedral de Cambrai, on tingué com a professor en Richard Loqueville i potser també va tenir com a professor a Nicolas Grenon, la ciutat llavors era famosa per la qualitat de la seva música religiosa, i per això subministrava músics al Vaticà. De manera més general, els nois del mestre i els coristes (tots homes i professionals) també havien de cantar música litúrgica menys directament, principalment motets
Així Dufay va participar, seguint el bisbe de Cambrai, al Concili de Constança el 1417 - 1418 Va ser precisament a Constança, el 1419, que el Príncep Carlo Malatesta el va contractar com a músic a la cort de Rímini (Itàlia). Allà va compondre els seus primers motets, va ser cantant a la capella papal, i el 1428 va ser ordenat sacerdot. Va servir la família d'Este i es va quedar a la cort dels Savoia entre 1425 i 1428. Més tard anà a Roma, fins al 1433, i d'aquí va anar voltant per Chambéry, Florència, Ferrara, Ginebra i Lausana, on va ser nomenat canonge de la catedral el 1431.
El 1436, va compondre el motet Nuper rosarum flores per ser interpretat en la inauguració de la cúpula Brunelleschi de Florència. A la cort de Borgonya va conèixer Gilles Binchois
El 1437 va conèixer Gilles Binchois a la cort de Borgonya el 5 de maig. Una carta del papa esmenta que és llicenciat en dret. Va sortir de la capella papal a finals del mateix mes i va tornar a la cort de Savoia.
L’any 1439, amb quaranta-dos anys, va tornar a Cambrai on va dirigir l'escola de mestres de nois i el cor de la catedral.
En 1458, es retirà definitivament, exercint de canonge en aquesta catedral de Cambrai. També va ser canonge de Sainte-Waudru de Mons.
Va morir l'any 1474, a Cambrai, als 77 anys. La seva làpida, trobada el 1859 (la catedral va ser destruïda durant la Revolució), es conserva ara al Palau de les Belles Arts de Lille

## Les seves obres i la seva tècnica musical
Com la majoria dels altres músics, la producció de Dufay, òbviament, no es limita a la música d'església. La seva obra profana és tan nombrosa i important com la seva música religiosa. Cap de la seva música supervivent és específicament instrumental, encara que sens dubte es van utilitzar instruments per a algunes de la seva música profana.
Compositor famós a l'Europa del segle xv, estimat pels reis Carles VII i Lluís, però sobretot pels ducs de Borgonya, Dufay marca l'inici de l'escola francoflamenca, la influència de la qual es perllongà fins a finals del segle XVI.
Combinant de manera brillant l'Ars nova de Philippe de Vitry, l'harmonia (la manera anglesa) de John Dunstable i la melodia italiana, la seva música anuncia el madrigalisme i la música renaixentista.
| « | Pasqueyes, cançons, cramignons de Lieja, aquí estem de nou en la música, que va romandre el gran art való. Els Hainuyer van continuar controlant la seva evolució mentre la polifonia es mantingué a favor. Dufay l'havia dotat de la massa unitària, construïda sobre un sol tema.... | » |

Du Fay va compondre en la majoria de les formes habituals de l'època, incloses misses, motets, magnificats, himnes, escenaris de cant senzills en faux-bourdon i antífones dins de l'àrea de la música sacra, i rondós, ballades, virelais i uns quants altres tipus de cançons dins l'àmbit de la música profana. Set misses completes, 28 moviments individuals de missa, 15 escenaris de cant utilitzats en missa pròpiament dita, tres Magnificats, dos escenaris de Benedicamus Domino, 15 ajustos d'antífones (sis d'ells antífones marianes), 27 himnes, 22 motets (13 d'aquests isorítmics en el més estil angular i auster del segle XIV que va donar pas a una part d'escriptura més melòdica i sensual dominada pels aguts amb frases que acaben en la cadència de Landini en la joventut de Du Fay) i n'han sobreviscut 87 cançons. De les misses de Du Fay, la seva Missa se la face ay pale i Missa L'Homme armé figuren a AllMusic com a composicions essencials. Les edicions de la música de Du Fay són:
- Guillaume Dufay, Opera omnia (obres recollides en sis volums), éd. Heinrich Besseler amb revisions de David Fallows. Corpus mensurabilis musicae CMM 1, Roma: Institut Americà de Musicologia, 1951–1995.
- Die frühen Messenkompositionen von Guillaume Dufay, éd. R. Bockhold, 1960, Tutzing

La fama de Dufay es fonamenta en la qualitat dels seus rondós, com Donnez l'assaut à la forteresse o La plus mignonne de mon cœur. Precursor d'Ockeghem o Josquin Desprez, va utilitzar temes profans per a algunes de les seves misses, com per exemple L'Homme armé. Va ser el primer a compondre un Rèquiem –del qual la partitura, per desgràcia, s'ha perdut–, així com uns cicles complets per a l'Ordinari de la missa: Kírie, Glòria, Credo, Sanctus i Agnus.
Va tenir com a secretari al també compositor Johannes Regis (aprox. 1425 - 1496).
Robert Wangermée analitza així les novetats introduïdes per Guillaume Dufay i el seu compatriota Gilles Binchois :
| « | Al segle xiv […] la dissonància havia estat tractada amb gran llibertat en el contrapunt melismatic resultant de l'òrgan primitiu. En principi s'hauria de trobar una consonància perfecta a cada punt de suport periòdic; les dissonàncies eren accidents que tenien lloc lliurement entre dues consonàncies: però de fet els desplaçaments rítmics podien ressaltar una dissonància i ocultar la consonància retardant-la o fent-la sonar abans del punt de suport. També s'acceptava que la dissonància s'ataqués directament, provocant una tensió agressiva. A John Dunstable, Dufay i Binchois, la dissonància està preparada, és un moment de pas regulat entre dues consonàncies. Ja no troba cap lloc en els punts de suport rítmic, en el que més endavant anomenarem els cops forts del compàs, excepte com a extensió d'una consonància, com en la suspensió d'una veu sobre una altra en moviment; es resol ràpidament, es dissol en una nova consonància, perquè hem renunciat a síncopacions en cadena. A més, mentre que el contrapunt del segle xiv només es preocupava de les relacions de les diferents veus amb una de les altres —la majoria de vegades el tenor — Dufay evita el xoc que pot resultar de totes les relacions entre les diferents veus. | » |

### Configuració del cant
Moltes de les composicions de Du Fay eren senzilles configuracions de cant, òbviament dissenyats per a ús litúrgic, probablement com a substituts del cant sense adorns, i es poden veure com a harmonitzacions de cant. Sovint, l'harmonització utilitzava una tècnica d'escriptura paral·lela coneguda com faux-bourdon, com en l'exemple següent, una configuració de l'antífona mariana Ave Maris Stella:

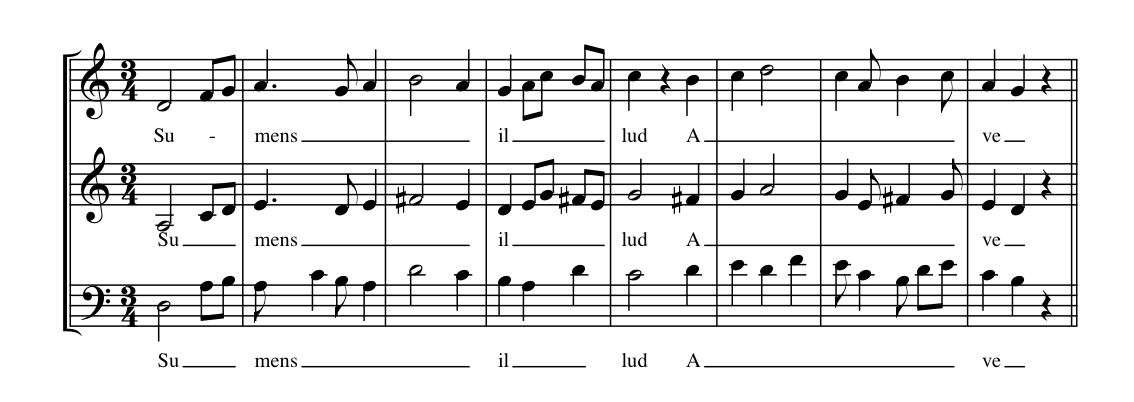
Part de l'escenari de Du Fay d’Ave maris stella, a faux-bourdon. La línia superior és una paràfrasi del cant; la línia mitjana, designada faux-bourdon, (no escrita) segueix la línia superior però exactament una quarta perfecta per sota. La línia de fons és sovint, però no sempre, una sisena per sota de la línia superior; s'embellit, i arriba a cadències a l'octava.

Du Fay podria haver estat el primer compositor a utilitzar el terme faux-bourdon per a aquest estil compositiu més senzill, destacat a la música litúrgica del segle xv en general i a l'escola borgonyona en particular.

### Música profana
La majoria de les cançons profanes de Du Fay segueixen les formes fixes (rondó, balada i virelai), que van dominar la música secular europea dels segles XIV i XV. També va escriure un grapat de ballate italiana, gairebé segur mentre estava a Itàlia. Com passa amb els seus motets, moltes de les cançons van ser escrites per a ocasions concretes, i moltes són datables, la qual cosa aporten informació biogràfica útil.
La majoria de les seves cançons són per a tres veus, utilitzant una textura dominada per la veu més alta; les altres dues veus, sense subministrament de text, probablement eren tocades per instruments. De tant en tant Du Fay feia servir quatre veus, però en algunes d'aquestes cançons la quarta veu va ser proporcionada per un compositor posterior, generalment anònim. Normalment utilitzava la forma rondó quan escrivia cançons d'amor. Les seves últimes cançons profanes mostren influència de Busnois i Ockeghem, i la diferenciació rítmica i melòdica entre les veus és menor; com en l'obra d'altres compositors de mitjan segle xv, començava a tendir cap a la polifonia suau que s'havia de convertir cinquanta anys més tard en l'estil predominant.
Una balada típica és Resvellies vous et faites chiere lye, que va ser escrita l'any 1423 per al matrimoni de Carlo Malatesta i Vittoria di Lorenzo Colonna La forma musical és aabC per a cada estrofa, sent C la tornada.

## Escrits de teoria musical
S'han documentat dos treballs escrits sobre teoria musical de Du Fay, però cap dels dos ha sobreviscut.  El primer d'ells és conegut pel teòric Gaffurius, que va escriure tant al marge de les seves Ext, uetus parvus musicae com Tractatus brevis cantus plani a una Musica de Du Fay. Les citacions, però, són molt breus i no revelen res més que informació que es podria trobar en qualsevol tractat musical de l'època. Donada la suposada poca importància del tractat, el biògraf Francesco Rocco Rossi qüestiona per què Gaffurius inclouria les cites, i suggereix que potser confiava en l'autoritat del compositor més antic. Conclou que la proximitat cronològica entre els dos músics ens porta a considerar fidel aquest testimoni. La segona deriva del musicòleg del segle xix François-Joseph Fétis, que afirmava haver vist una còpia del segle xvi d'un tractat atribuït a Du Fay, titulat Tractatus de musica mensurata et de proportionibus ('Un Tractat de Música Mesurada i de proporcions'). Es va documentar per última vegada que va ser venut a un comerciant de llibres de Londres el 1824. El testimoni de Fétis continua sent problemàtic, ja que no se'n coneix res a banda del seu nom, cosa que fa que no es pugui reconstruir.
Si Du Fay hagués escrit aquestes obres, formaria part d'una gran tradició de compositors-teòrics, com Johannes Ciconia, Franchino Gaffurius i Tinctoris, entre d'altres. És possible que aquests documents siguin el mateix tractat, i les referències a Musica fossin abreviatures de l'obra vista per Fétis. Alternativament, Rossi assenyala que Fétis parlava específicament d'un tractat influenciat per Du Fay, cosa que potser no vol dir necessàriament que en fos l'autor. Rossi, però, sosté que les obres són les mateixes, mentre que Planchart i Laurenz Lütteken les enumeren per separat als seus catàlegs.

## Retrats

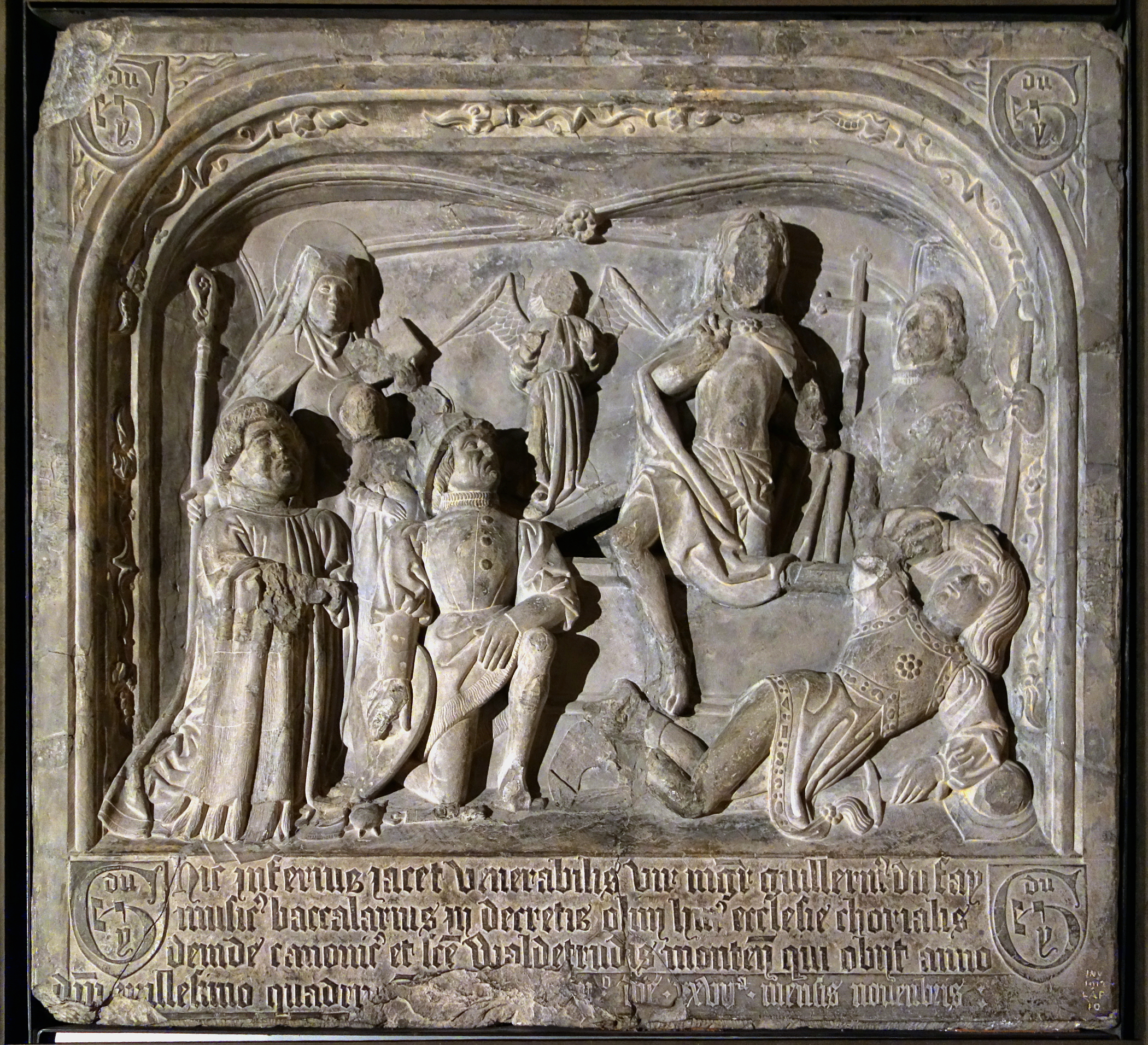
el monument funerari de Du Fay; és la figura agenollada a l'esquerra

Dues representacions conegudes de Du Fay sobreviuen de la seva vida, totes dues descrites per Planchart com a semblances simplificades, que representen clarament la mateixa persona.
L'anterior, i més conegut, és una miniatura d'ell i Binchois d'un manuscrit del poeta Le champion des dames del poeta Martin le Franc, datat abans de 1451.  La il·lustració representa a Du Fay a l'esquerra al costat d'un orgue portatiu, amb Binchois a la dreta sostenint una petita arpa. És el foli 98 recto del manuscrit, que es conserva a Bibliothèque nationale de France (inv. 12476). En comparació amb la representació posterior, Fallows caracteritza la miniatura com més general en la seva iconografia. Es desconeix l'il·luminador de la imatge, encara que probablement fos Barthélemy Poignare, que era l'escriba del manuscrit. Independentment de la identitat de l'il·luminador, probablement l'artista coneixia personalment Du Fay, ja que la seva obra s'ha identificat en altres manuscrits originaris de Cambrai.
L'altre és una talla al monument funerari de Du Fay on està agenollat a la cantonada inferior esquerra. Darrera d'ell hi ha santa Waltrude de Mons, la santa homònima de l'església de Mons on també va celebrar un benefici. A la seva dreta, tres soldats i un àngel observen el Crist ressuscitat. L'historiador de l'art Ludovic Nys ha suggerit que es basava en una xilografia de Florència, tot i que l'historiador de l'art Douglas Brine no ho ha trobat convincent.

## Llegat
Abans de l'època de Du Fay, el concepte de compositor, és a dir, un músic l'ocupació principal del qual és la composició, era força desconegut a Europa. L'aparició de músics que es van centrar en la composició per sobre d'altres esforços musicals va sorgir al segle xv, i va ser exemplificat per Du Fay.
A causa de la seva importància mútua, Du Fay i Binchois s'han agrupat des de la seva vida. El musicòleg Reinhard Strohm considera això enganyós, assenyalant que, si bé Binchois «va guanyar la seva enorme reputació en l'únic gènere en el qual va destacar com a compositor, intèrpret i possiblement fins i tot poeta, la creativitat de Du Fay es va desenvolupar en moltes més línies musicals». Afirma que l'obra de Du Fay és més diversificada que la de qualsevol compositor des de Machaut.
Du Fay va ser un dels últims compositors que va utilitzar tècniques estructurals polifòniques baixmedievals com l'isorritme, i un dels primers a emprar les harmonies, el fraseig i les melodies més melliflues característiques del primer Renaixement. Les seves composicions dins dels gèneres més grans (misses, motets i cançons) són majoritàriament semblants entre si; el seu renom es deu en gran part al que es va percebre com el seu perfecte control de les formes en què treballava, així com al seu do per la melodia memorable i cantable. Durant el segle xv va ser considerat universalment com el més gran compositor de la seva època, una opinió que ha perdurat en gran part fins als nostres dies.
Du Fay és l'homònim del Dufay Collective, un conjunt de música antiga amb actuacions històricament informades.